# زلیونی اوستروف
زلیونی اوستروف (به لاتین: Zelyony Ostrov) یک منطقهٔ مسکونی در روسیه است که در استان آستراخان واقع شده‌است.